# Tropidophis maculatus
Tropidophis maculatus är en kräldjursart som beskrevs av  den franske zoologen Gabriel Bibron 1843. Tropidophis maculatus är en orm som ingår i släktet Tropidophis, och familjen Tropidophiidae. Inga underarter finns listade i Catalogue of Life.

## Utbredning
T. maculatus är en art som är förekommer endemiskt på Kuba och Jamaica.